# Campotosto
Campotosto là một đô thị thuộc tỉnh L'Aquila dans la région Abruzzes Ý. Đô thị này có diện tích 51 km², dân số năm 2001 là 683 người. Các làng trực thuộc: Mascioni, Poggio Cancelli, Ortolano. Các đô thị giáp ranh gồm: Amatrice (RI), Capitignano, Crognaleto (TE), L'Aquila, Montereale